# Ferdinand Piercot

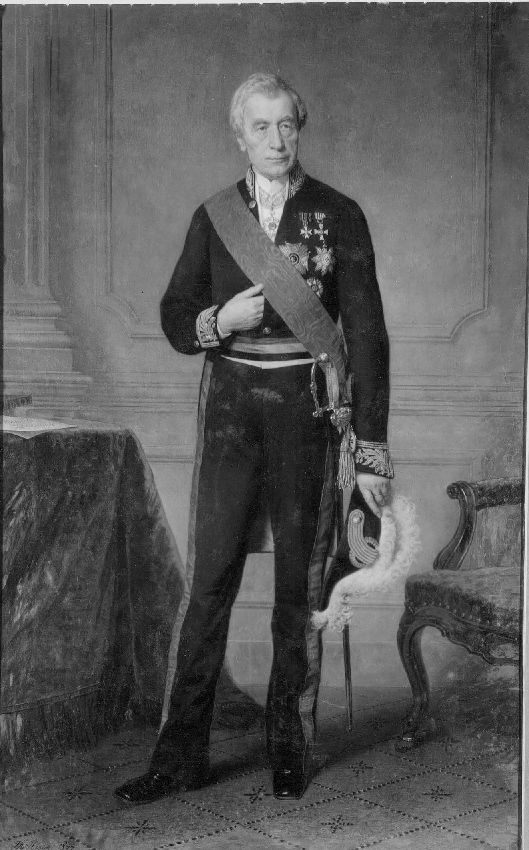

Guillaume Ferdinand Joseph Piercot (Brussel, 12 september 1797 - Luik, 9 december 1877) was een Belgisch liberaal politicus, burgemeester en minister.

## Levensloop
Piercot was doctor in de rechten en werd beroepshalve advocaat.
Voor de Liberale Partij werd hij verkozen tot gemeenteraadslid van Luik, waar hij eveneens schepen en driemaal burgemeester was: van 1842 tot 1852, van 1862 tot 1867 en van 1870 tot aan zijn overlijden in 1877. 
Bovendien was hij van 1852 tot 1855 als extraparlementaire liberaal minister van Binnenlandse Zaken in de regering-De Brouckère.
De Piercotlaan in Luik werd naar hem vernoemd.